# Towarzystwo (Siedliszcze)
Towarzystwo (dawn. Towarzystwo Aleksandrowskie) – dawniej samodzielna miejscowość, obecnie część miasta Siedliszcze w województwie lubelskim, w powiecie chełmskim.
Obejmuje niewielke zabudowania wzdłuż nienazwanej ulicy w północno-zachodnim wierzchołku miasta, sąsiadujące od północy z Majdanem Zahorodyńskim, a właściwie jego częścią o nazwie Aleksandrówka.

## Historia
Dawniej samodzielna kolonia pod miastem Siedliszcze. Od 1867 w gminie Siedliszcze, w powiecie chełmskim. Od 1919 w województwie lubelskim, gdzie 20 października 1933 w granicach gminy Siedliszcze utworzono gromadę o nazwie Majdan Zahorodyński, składającą się ze wsi Majdan Zahorodyński, kolonii Aleksandrowskie Towarzystwo, kolonii Dębowce i kolonii Romanowskie Towarzystwo.
Podczas II wojny światowej w Generalnym Gubernatorstwie (dystrykt lubelski). Po wojnie powrócono do stanu sprzed wojny.
W związku z reorganizacją administracji wiejskiej jesienią 1954 Towarzystwo Aleksandrowskie, należące już do gromady Chojeniec, weszło w skład nowo utworzonej gromady Siedliszcze w powiecie chełmskim, dla której ustalono 21 członków gromadzkiej rady narodowej. W gromadzie Siedliszcze przetrwało do końca 1972 roku.
1 stycznia 1973, w związku z kolejną reformą administracyjną kraju, w powiecie chełmskim reaktywowano gminę Siedliszcze, w skład której weszło Towarzystwo. W latach 1975–1998 miejscowość należała administracyjnie do województwa chełmskiego.